# Yassıhüyük (Polatlı)
Yassıhüyük est un village de Turquie situé dans le district de Polatlı, dans la région de l'Anatolie centrale.

## Géographie
Yassıhüyük est situé à une quinzaine de kilomètres au nord-ouest de Polatlı, et à une soixantaine de kilomètres à l'ouest-sud-ouest d'Ankara.